# 土耳其大國民議會電視台
土耳其大國民議會電視台（土耳其語：TBMM TV）是土耳其廣播電視公司一條於1994年開播的電視頻道，主要用作轉播土耳其大國民議會內部開會情況，並與土耳其廣播電視公司第三台共用一條頻道播放。儘管這條頻道不允許審查任何議員言論，不過在野黨派議員的發言時常會以“技術故障”为由不能夠透過頻道播出。